# ČEZ
ČEZ a.s. (acronim în cehă České Energetické Závody, în traducere, Centralele electrice cehe) este o companie cehă multinațională de stat cu sediul la Praga care produce, distribuie și comercializează energie electrică în mai multe țări din centrul și sud-estul Europei. ČEZ este societatea-mamă a Grupului CEZ, care este format din 137 de companii (inclusiv ČEZ a.s.), 96 dintre acestea aflându-se în Europa. Generând venituri totale de aproximativ 200 de miliarde coroane în 2010, ČEZ este cel mai mare producător de electricitate din Republica Cehă.
Înființată în 1992 de către Fondul Național de Proprietate, societatea este listată la bursele din Praga, Varșovia și Frankfurt și face parte din indicele PX. Ministerul de Finanțe al Cehiei este acționar majoritar al ČEZ, deținând aproximativ 70% din acțiuni. La 30 iunie 2004, CEZ dispunea de o capacitate instalată de 12.297 MW si 17.855 angajați. Vânzările de energie electrică au fost de 68 TWh în anul 2004.
În mai 2010, CEZ avea aproape șapte milioane de clienți și un portofoliu al capacității instalate de peste 14.300 MW, activând în 11 țări din Europa Centrală și de Sud-Est. În anul 2010, grupul ČEZ a produs și a vândut o cantitate de 61.952 GWh.

## Istoric
Compania ČEZ a.s. a fost înființată în anul 1992, când Fondul Național de Proprietate a transformat fosta întreprindere de stat „České Energetické Závody” într-o societate comercială pe acțiuni. De atunci și până la sfârșitul anilor 90, parcul de centrale electrice deținut de ČEZ a fost modernizat și extins treptat. În 1993, 27% din acțiunile societății au fost vândute prin intermediul sistemului de vouchere, iar doi ani mai târziu, în 1995, au mai fost vândute alte șase procente.
Din anul 2001, guvernul ceh a început demersurile pentru alegerea unui investitor strategic care să preia pachetul majoritar de acțiuni deținut de Fondul Național de Proprietate la ČEZ și alți șase distribuitori regionali. Valoarea totală a tranzacției se ridica la aproximativ 300 de miliarde de coroane. Printre cei nominalizați se numărau Electrabel din Belgia, Électricité de France, Enel din Italia, Iberdrola din Spania și International Power din Regatul Unit, care au format un consorțiu alături de compania americană NRG Energy. Însă decizia de a vinde tot pachetul odată a descurajat potențialii cumpărtori care nu au reușit să îndeplinească cerințele guvernului. Ca urmare, pe 9 ianuarie 2002, guvernul ceh a abandonat planul de privatizare.
În 2003, ČEZ a.s. a fuzionat cu mai mulți distribuitori regionali de energie electrică (Severoceska energetika, Severomoravska energetika, Stredoceska energeticka, Vychodoceska energetika și Zapadoceska energetika), formând Grupul CEZ. La mijlocul anilor 2000, guvernul a declarat că intenționa să vândă un pachet de 16% din acțiunile ČEZ, iar în 2007 a început vânzarea a 7%. Ca și în celelalte dăți, demersurile nu a fost finalizate, iar compania a fost nevoită să răscumpere acțiunile de pe piață, sporind astfel miza guvernului.

## Structura acționariatului
În ciuda numeroaselor demersuri de privatizare, guvernul ceh, prin intermediul ministerului de finanțe, rămâne acționarul majoritar al ČEZ. La data de 25 mai 2011, acționarii societății erau:
- Ministerul de Finanțe al Cehiei - 69,78 %
- Alte persoane juridice - 2,78 %
- Persoane fizice - 4,36 %
- Administratori de active - 23,08 %

## Conducerea
Conducerea superioară ČEZ, (9/2013):
- Daniel Beneš, Director general
- Martin Novák, Director divizie finanțe
- Tomáš Pleskač, Director divizie distribuire și străinătate
- Ladislav Štěpánek, Director divizie producție
- Alan Svoboda, Director divizie afaceri
- Peter Bodnár, Direktor divizie investiții
- Michaela Chaloupková, Directoare divizie achiziții
- Pavel Cyrani, Director divizie strategie

## CEZ în România
Compania a cumpărat pachetul majoritar de acțiuni de 51% al Electrica Oltenia de la Statul Român în anul 2005. Valoarea totală a tranzacției s-a ridicat la 151 milioane Euro.
În august 2007, grupul energetic CEZ a primit decizia companiei Electrocentrale Galați conform căreia s-a calificat în runda finală a ofertelor pentru alegerea unui partener strategic pentru modernizarea centralei existente sau pentru construcția unei noi centrale în Galați.
Compania are în proiect instalarea unui parc eolian cu capacitate instalată de 600 MW la Fântânele-Cogealac în Dobrogea.
În prezent, CEZ operează în România un parc eolian cu o capacitate de 240 MW.
În 2024 CEZ a fost transformat în EVYRO

## Controverse
În februarie 2010, o televiziune cehă a dezvăluit un secret al gigantului energetic de stat CEZ: compania are de aproape un deceniu o unitate de comando bine pregatită, gata să intervină în lupte de mici dimensiuni.
Compania oferă pregatire paramilitară unora dintre angajați pentru ca aceștia să poată interveni în cazurile în care sunt cercetate potențiale cazuri de furt de electricitate, de obicei de către operațiuni ilegale.
Cei care fac parte din acest grup se antrenează cu muniție de război, folosesc metode de luptă antitero și simulează pătrunderi în forță.
Oficialii companiei au declarat că atunci când inspectorii săi intră pe proprietatea unor astfel de hoți, aceștia pot fi întâmpinați cu focuri de armă.